# Daniił Goriaczew
Daniił Olegowicz Goriaczew (ros. Даниил Олегович Горячев) (ur. 12 stycznia 1995 w Petersburgu) – rosyjski curler, mistrz świata mikstów i wicemistrz świata par mieszanych, uczestnik mistrzostw świata w 2021.
Studiował na Petersburskim Uniwersytecie Państwowym.

## Udział w zawodach międzynarodowych

### Kariera juniorska
W 2016 był rezerwowym w drużynie Aleksandra Jeriomina, która wygrała Mistrzostwa Świata Juniorów Dywizji B 2016, kwalifikując się do Mistrzostwa Świata Juniorów 2016, gdzie zajęła 7 lokatę.
Reprezentował Rosję z drużyną Aleksandra Bystrowa na Zimowej Uniwersjadzie 2019 w Krasnojarsku jako trzeci. Zespół zajął 9. miejsce.

### Kariera seniorska
Trzykrotnie reprezentował Rosję w mistrzostwach świata mikstów, za każdym razem jako drugi. W 2016 z drużyną Aleksandra Kruszelnickiego został mistrzem świata, w 2018 i 2019 z drużyną Aleksandra Jeriomina zajmował kolejno 3 i 9. miejsce.
W 2018 w parze z Mariją Komarową został wicemistrzem świata par mieszanych.
W 2021 wziął udział w mistrzostwach świata jako rezerwowy w drużynie Siergieja Głuchowa, która wywalczyła 4. miejsce.